# Slavonice
Slavonice (německy Zlabings) jsou malé město na jihozápadní Moravě (v česko-moravsko-dolnorakouském pomezí) v okrese Jindřichův Hradec. Leží zhruba jeden kilometr severně od hranice s Rakouskem, jedenáct kilometrů jihozápadně od Dačic, po obou stranách Slavonického potoka. Žije zde přibližně 2 200 obyvatel, z toho v samotných Slavonicích cca 2 100 lidí. Díky zachovanému historickému jádru města se Slavonicím přezdívá malá Telč nebo perla západomoravské renesance. Historické jádro města je městskou památkovou rezervací. Slavonice jsou nejzápadnějším městem Moravy a spolu s nedalekými Dačicemi jedinými dvěma moravskými městy na území Jihočeského kraje.

## Název
Názvy města se objevovaly ve tvarech: 1260 Zlawnicz, 1290 Czlewings, 1294 villam forensem Zlebins, 1296 iuxta Slabings, 1299 in Zlebnis, 1358 in Slawonicz, 1366 civitatis Czlewin, 1464 města Slowinicz, 1483 de Czlawings, v roce 1575 jsou uváděny části města: Unterer Platz (Dolní náměstí), Oberer Platz (Horní náměstí), Rosengasse (Růžová ulice) a Lange Gasse (Dlouhá ulice); na předměstí Spittlgasse (Špitální ulice), 1633 Zlabnitz, Slawonice, 1635 von Zlabings, 1664 in der Stadt Zlabings. Hypotézy Jaroslava a Jitky Sedlářových, kteří v roce 1973 odvozovali název města od vlastního jména Slavoň, nebyly přesvědčivě prokázány.
Židovský název města v jidiš zní זלאבינגס.

## Historie
Území mezi řekou Dunajem, Chubou (Kaja) a Dyjí připadlo po bojích římskoněmeckého krále Jindřicha III. za pomoci markrabího Vojtěcha Babenberského s českým knížetem Břetislavem I. k Východní marce, přičemž řeka Dyje tvořila vojenskou hranici mezi Moravou a Východní markou. Král Jindřich III. si z titulu zeměpána ponechal většinu území a některá udělil do přímé správy Babenberkům. V jejich službách kolonizovali od konce 11. století území východním směrem od hradu Rakous (Raabs an der Thaya) až po Bítov jejich ministeriálové páni z Perneka, hrabata původem z dolního povodí Innu ve východním Bavorsku; od hradu Rakous směrem na Slavonice řídili kolonizaci norimberští purkrabí, kterým byla Jindřichem III. správa hradu Raabs an der Thaya svěřena.
Část rakouského Podyjí spravovali ve službách hrabat z Perneka ze svého hradu (u dolnorakouské obce Unter-Thürnau) Páni z Trnavy (Herren von Thürnau) s erbem tří leknínových lupenů. Stejného erbu byl purkrabí Hartleb z Landštejna (Hartliebus de Landesstaine), připomínaný ve svědeční řadě na listině z roku 1231 na dolnorakouském hradě Senftenberg, a vranovský purkrabí Vikard z Trnavy (Wicardus de Tyrna), na jehož listině z roku 1260 se poprvé objevuje slavonický farář Werner (dominus Werner plebanus de Zlawinc). V roce 1263 je poprvé písemně zmíněna též slavonická fara.

### Slavonice v majetku pánů z Hradce
Od 13. století se osada, založená na středověké zemské stezce spojující Prahu s Vídní, nacházela v držení pánů z Hradce (r. 1294 Ulricus de Novadomo). Ve 14. století se osada díky velkolepé výstavbě proměnila ve město. Součástí byla dvě náměstí (dnes pojmenovaná jako náměstí Míru a Horní náměstí), která byla obklopena středověkými měšťanskými domy. Celá výstavba byla koncipována na velice úzkých pozemcích, takže majitelé své domy a přilehlá hospodářství směřovali hlavním vchodem na náměstí a hospodářské budovy na zadní trakty svých domů.
Během 16. století se významná část obyvatelstva města přiklonila k luteránské reformaci. Reformační sgrafitová výzdoba celé řady měšťanských domů tehdejšího luteránského obyvatelstva významně spoluutváří unikátní atmosféru města Slavonice. Během třicetileté války bylo město vypleněno švédskými vojsky. Navíc v letech 1680–1681 postihl slavonické obyvatele mor, který pokosil velmi mnoho životů. Z těchto útrap a válek se město vzpamatovalo až na přelomu 17. a 18. století. Nemělo však být všem neštěstím a katastrofám konce. Dne 27. března 1750 vzplál ve městě velký požár, který zničil velkou část obou náměstí a 44 domů spolu s městskou věží. Úpadek města, který po těchto událostech následoval, ještě prohloubilo přeložení poštovní cesty z Vídně do Jihlavy přes Znojmo v roce 1760. Dům čp. 62 tehdy byl přepřahací stanicí na této cestě.

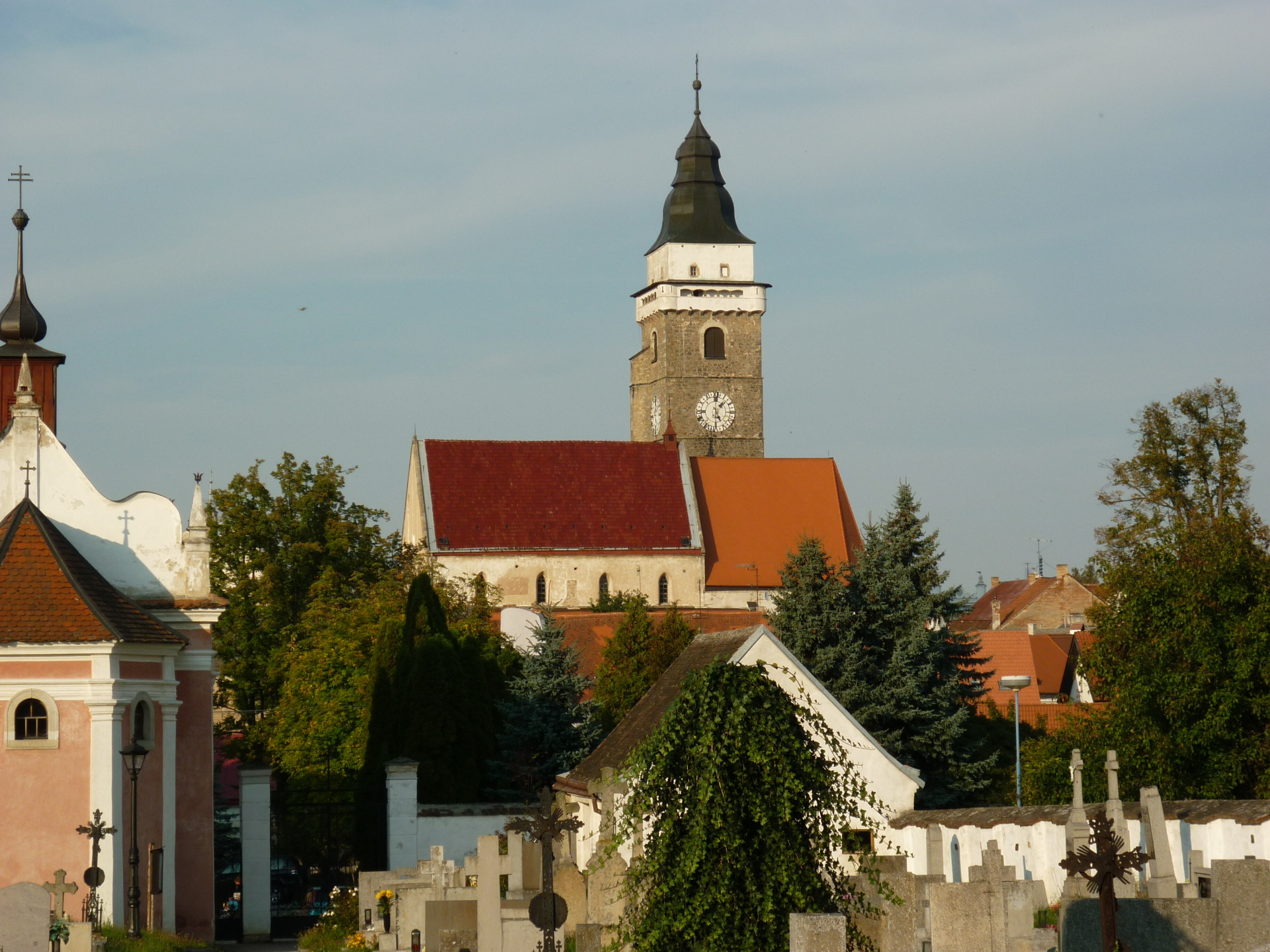
Kostel Nanebevzetí Panny Marie

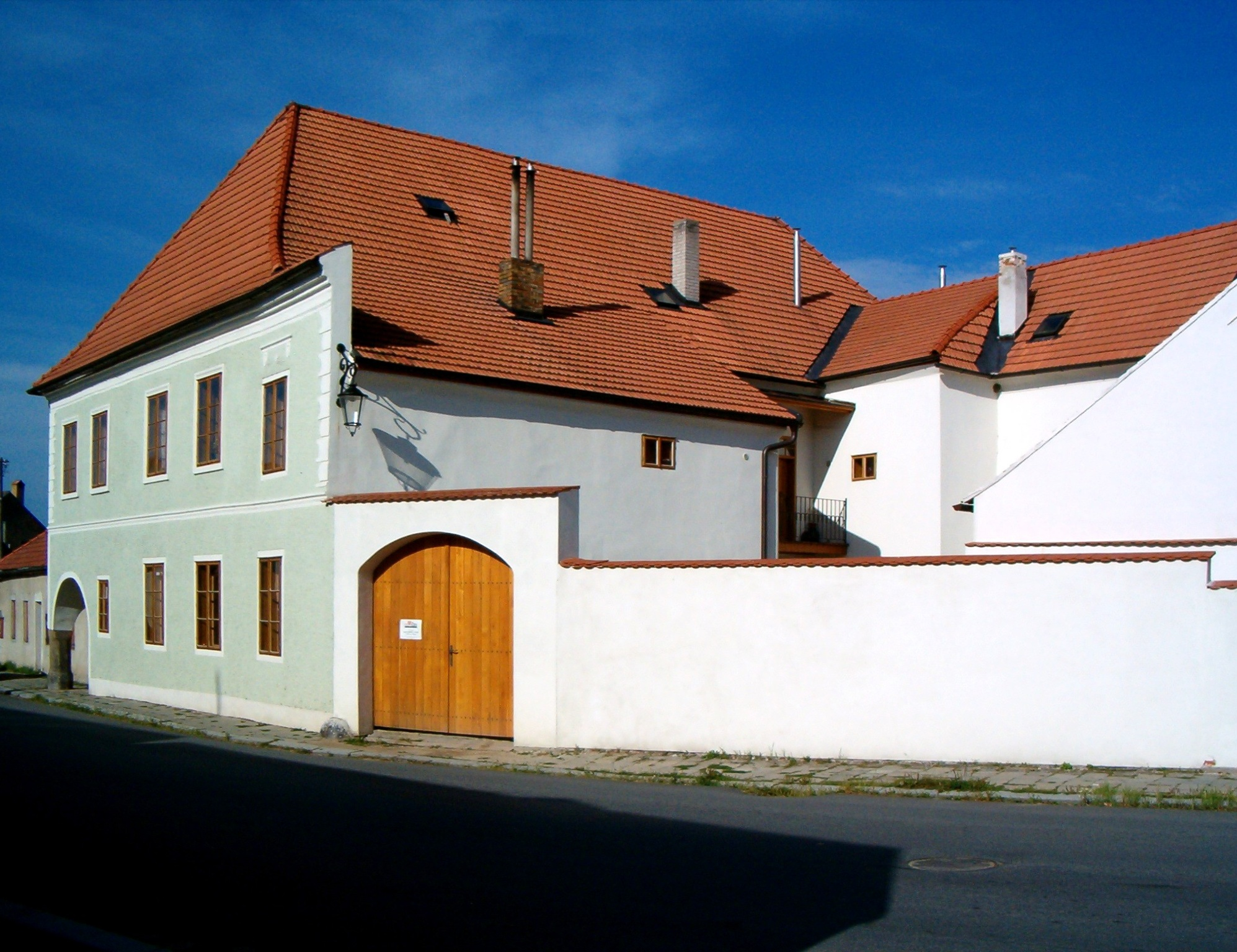
Stará pošta, dříve přepřahací stanice poštovní cesty z Vídně do Jihlavy

Dne 7. září 1902 byla vybudována a uvedena do provozu železniční trať Kostelec u Jihlavy – Slavonice a také budova železniční stanice ve Slavonicích. O rok později, v roce 1903 došlo k propojení Slavonic s rakouským Waidhofen an der Thaya a dále pak se stanicí Schwarzenau na císařské železnici z Vídně do Českých Budějovic.

### Evakuované obyvatelstvo
Dne 24. května 1915 přijelo z oblasti Tridentsko-Horní Adiže (Trentino-Südtirol) Jižního Tyrolska 144 uprchlíků: z obce Campi u Riva del Garda a obce Nago (Nago-Torbole). Dne 12. července 1916 dorazilo 144 židovských uprchlíků z Bukoviny: Černovice (Czernowitz), Czudin, Molodia, Kotzman, Berhomet (Berehomet), Sadagora, Banilla, Rakowitz, Halycz, Gurahumora, Wiznitz, Deljatyn (Delatyn), Mikuliczyn, Bojan, Zucka, Lużan, dále pak z Haliče: Kolomea, Kutty, Horodenka. Všichni byli ubytováni privátně u rodin.

### Československá republika

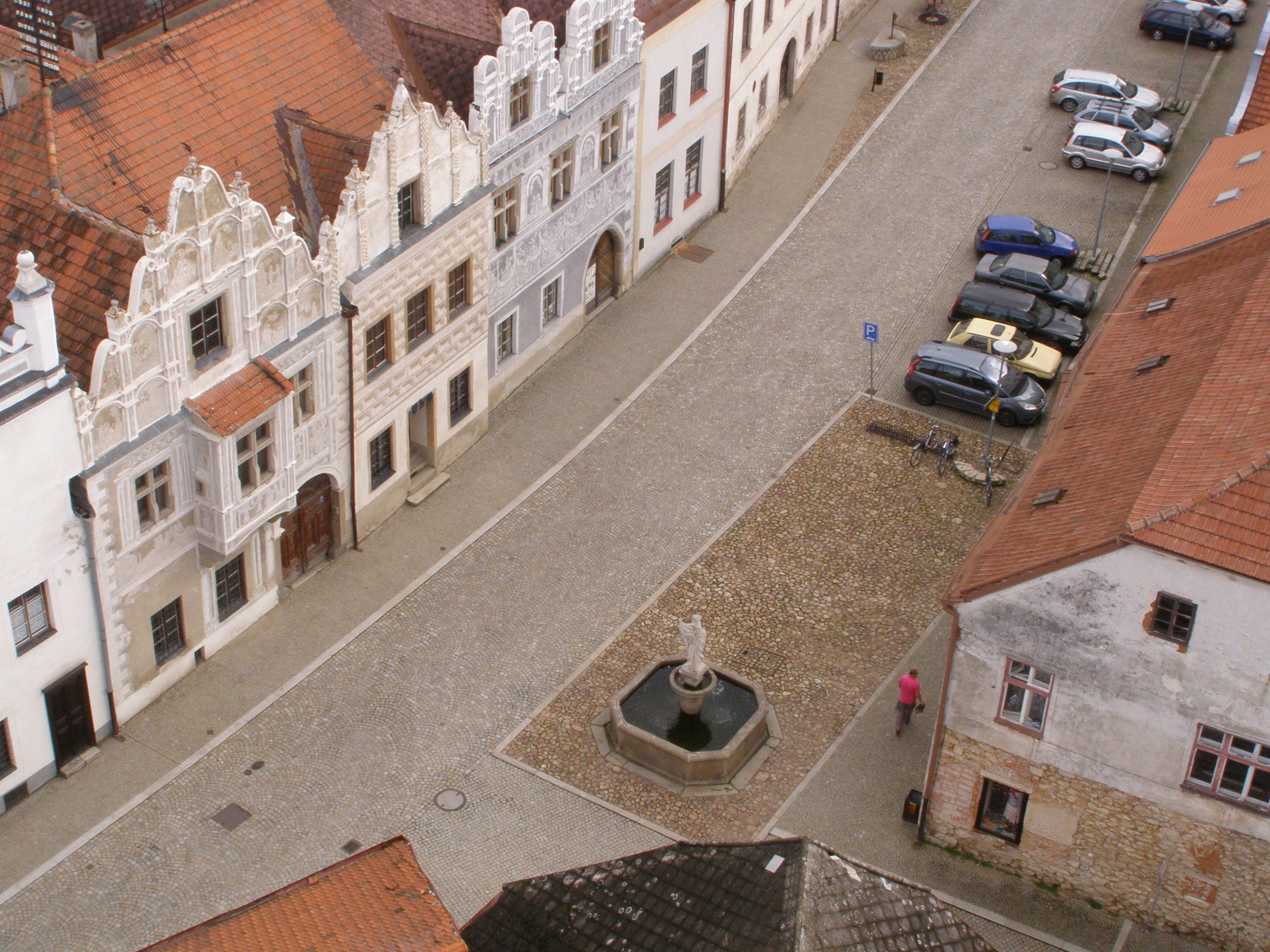
Horní náměstí

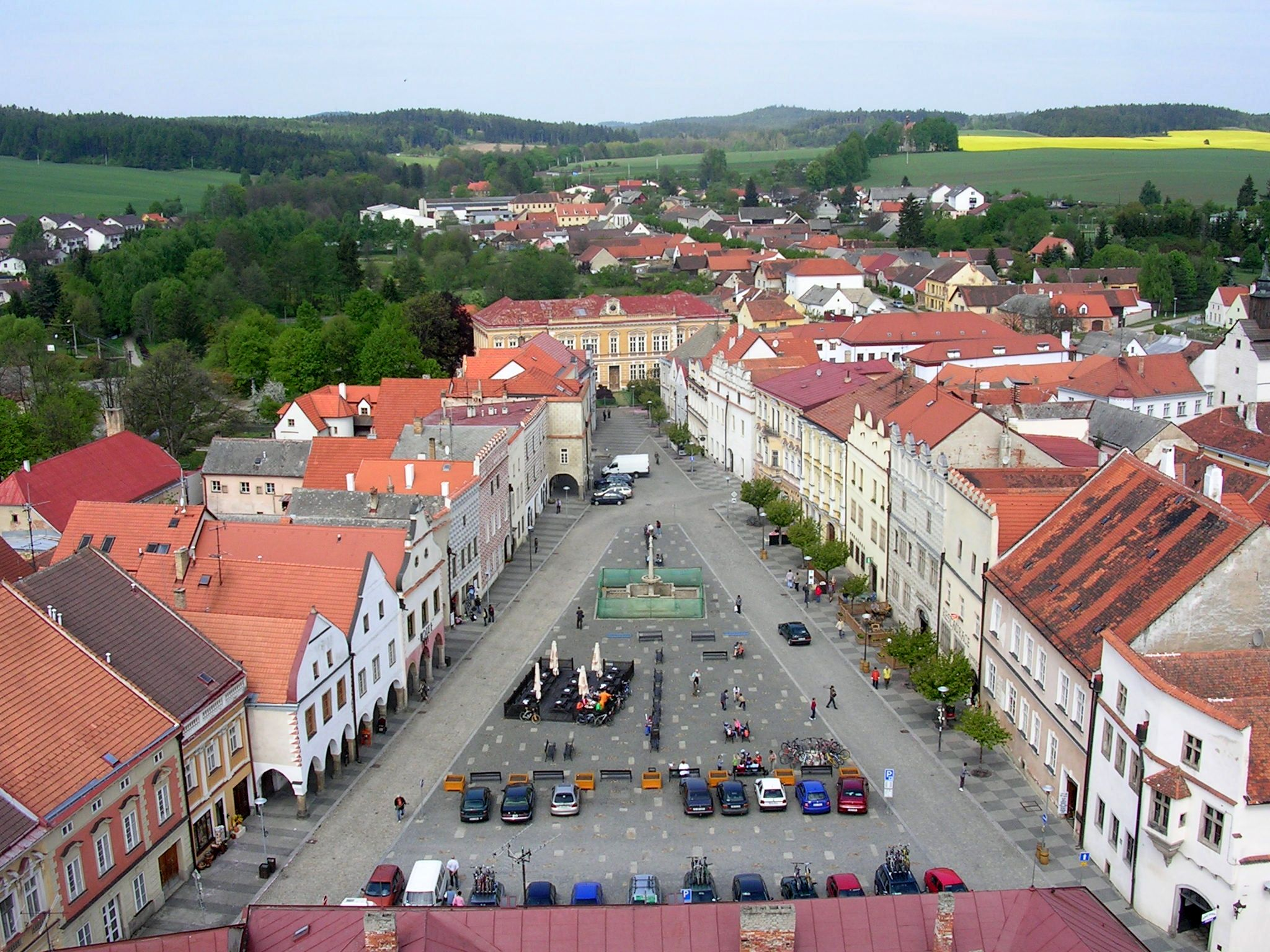
Náměstí Míru

Po rozpadu rakousko-uherské monarchie v roce 1918 a vzniku Československé republiky reagovalo město s převážně německým obyvatelstvem připojením k provincii Deutsch Südmähren se sídlem ve Znojmě. Proto musela být do města povolána československá armáda, aby podrobila město moci nového československého státu. V té době rozpad monarchie ale znamenal velké problémy pro místní textilní továrny, které ztratily tradiční odbytiště v bývalé monarchii a tato situace se ještě zhoršila vypuknutím celosvětové hospodářské krize na přelomu 20. a 30. let dvacátého století. Elektrifikace města byla dokončena připojením na síť ZME Brno v roce 1929.
Turistický ruch měl na starost německý turistický „Deutscher Touristenklub“ se sídlem ve Znojmě pod ústřední organizací „Hauptverband deutscher Gebirgs- und Wandervereine in der Tschechoslowakischen Republik (HDGW)” / Ústřední svaz německých horolezeckých a turistických spolků. Od roku 1927 též dolnorakouský svaz pro cestovní ruch v Podyjí „Fremdenverkehrsverband für das Thayatal“ se sídlem v Raabsu an der Thaya, jehož členy se stala československá podyjská letoviska Znojmo, Vranov, Frejštejn a Slavonice, její československá sekce sídlila ve Znojmě na Mariánském náměstí čp. 8.
Podél státní hranice byla v letech 1936 až 1938 vybudována soustava pohraničních pevností, které se dochovaly dodnes a jsou zásluhou nadšenců udržovány v dobrém technickém stavu a přístupny veřejnosti. Některé z těchto pevností jsou přímo v intravilánu města. 

### Léta 1938 až 1945
Po Mnichovské dohodě, v důsledku které se Slavonice staly součástí nacistického Německa, odcházelo české obyvatelstvo dosazené na postech československé státní služby (četnictvo, financové, poštovní a drážní personál, učitelé a úředníci) z důvodu zrušení služby na odstoupeném území zpět do vnitrozemí.
Celý soudní okres Slavonice byl odstoupen (německy „Machtergreifung“) dne 8. října 1938 mezi desátou a dvanáctou hodinou, když do Slavonic dorazilo německé vojsko 44. divize Vídeň. Generálové Hans Schmidt, Werner Kienitz a Albrecht Schubert byli ubytováni v hotelu Alfa a v hostinci Ferdinanda Placha, mužstvo Wehrmachtu se ubytovalo po domech. Dne 15. října 1938 se konala na počest generálplukovníka v. Brauchitsche, který tudy projížděl, vojenská přehlídka jedné setniny 134. pěšího pluku, jedné baterie 96. dělostřeleckého pluku a jedné setniny střelců.
V den 18. října 1938 bylo vojsko 44. divize Vídeň ze soudního okresu Slavonice staženo, pouze ve Slavonicích se nadále zdržoval menší oddíl. Pokladna 44. divize Vídeň zaplatila městu za ubytování vojska 19. října 1938 a to celkem 700 říšských marek (RM). Na nových hranicích vykonávala službu německá celní a finanční pohraniční stráž, která byla doplněna muži z okolních německých vesnic. Velkým triumfem se stal pro místní německé obyvatelstvo 26. října 1938 průjezd Adolfa Hitlera.
Slavonice se staly součástí říšské župy Dolní Podunají (Niederdonau) sousedního Rakouska. Dolní a Horní náměstí bylo radnicí přejmenováno na Adolf-Hitler-Platz a Konrad-Henlein-Platz hned v první říjnové euforii roku 1938. Po přiřazení k Ostmarce se chystala přejmenovat i další ulice a náměstí: Hermann-Göring-Straße (Ulice Hermanna Göringa) , Platz des 8. Oktober 1938 (Náměstí 8. října 1938), Heldenplatz (Náměstí hrdinů), Straße der Befreiung (Ulice osvobození), Straße der SA. (Ulice jednotek SA), ale také ulice nazvané po německých velikánech jako Hindenburg-, Bismarck-, Goethe- a Kantstraße.

### Období po 2. světové válce
Slavonice „kapitulovaly“ již 7. 5. 1945 a zdejší starosta byl telefonicky vyzván 9. 5. 1945 z Dačic, aby obyvatelstvo předalo zbraně do rukou tříčlenné delegace zdejších Čechů, právě oné zatímní radě národního výboru. Když 9. května 1945 dorazily první jednotky Rudé armády, nepodobalo se slavonické náměstí osvobozenému městu, ale díky bílým praporům z oken na náměstí to byl obraz vzdávajícího se dobytého místa. Na přelomu května a června pak postihl celý region, včetně Slavonic, tzv. divoký odsun, když bylo ve dnech 6. – 8. 6. 1945 dobovou terminologií „vyčištěno“ celé území zdejšího okresu od německého obyvatelstva.

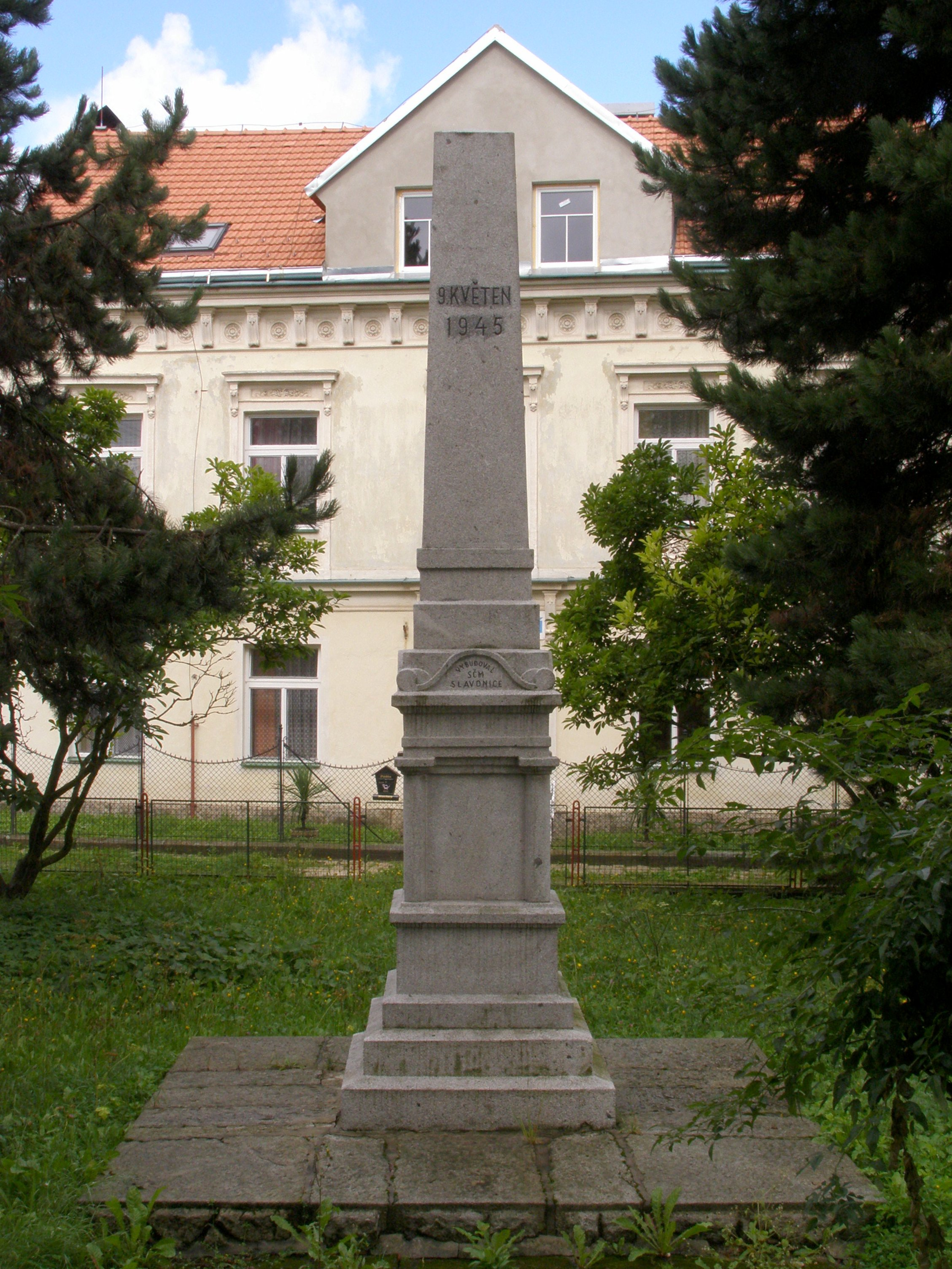
Památník „9. května 1945“ odhalen r. 1946 (Nádražní ulice)

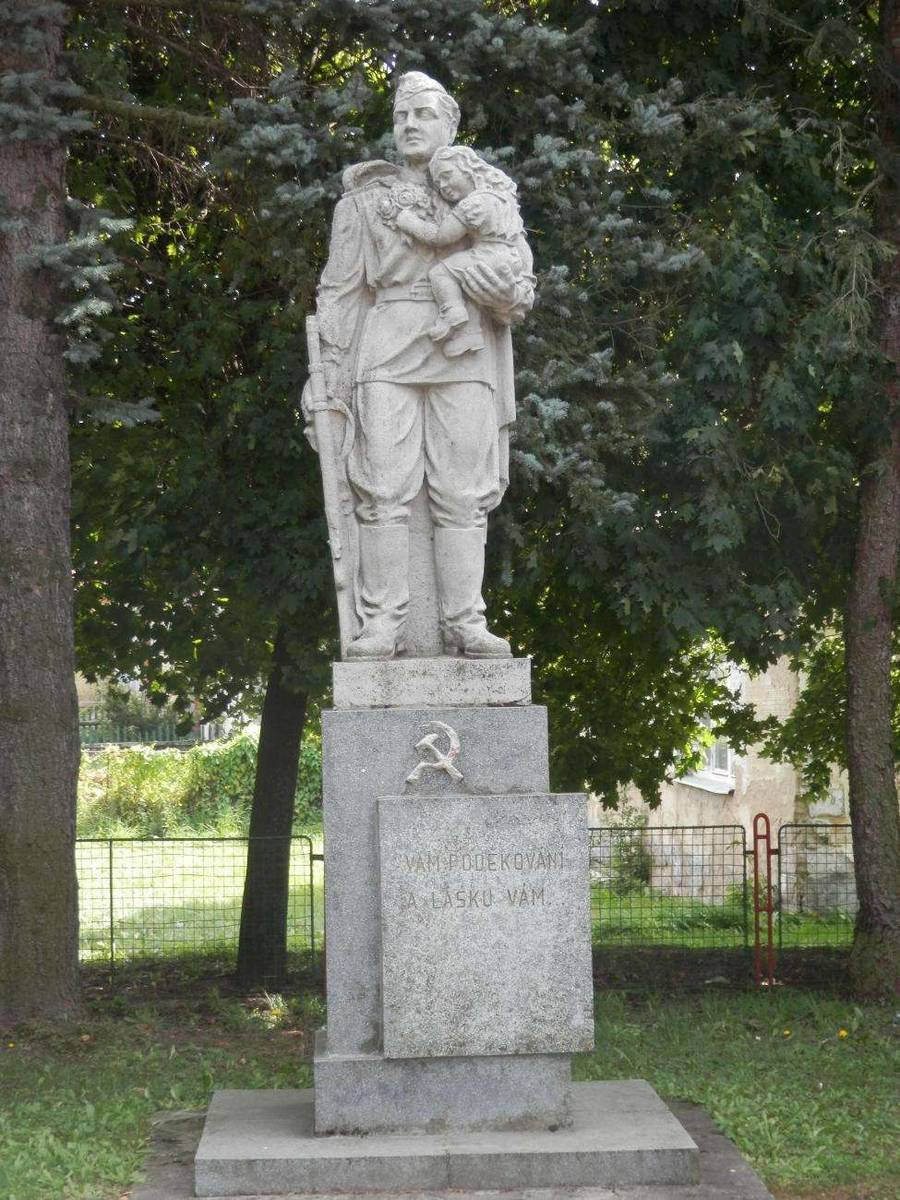
Pomník Rudé armádě odhalen 9. května 1951 (Nádražní ulice)

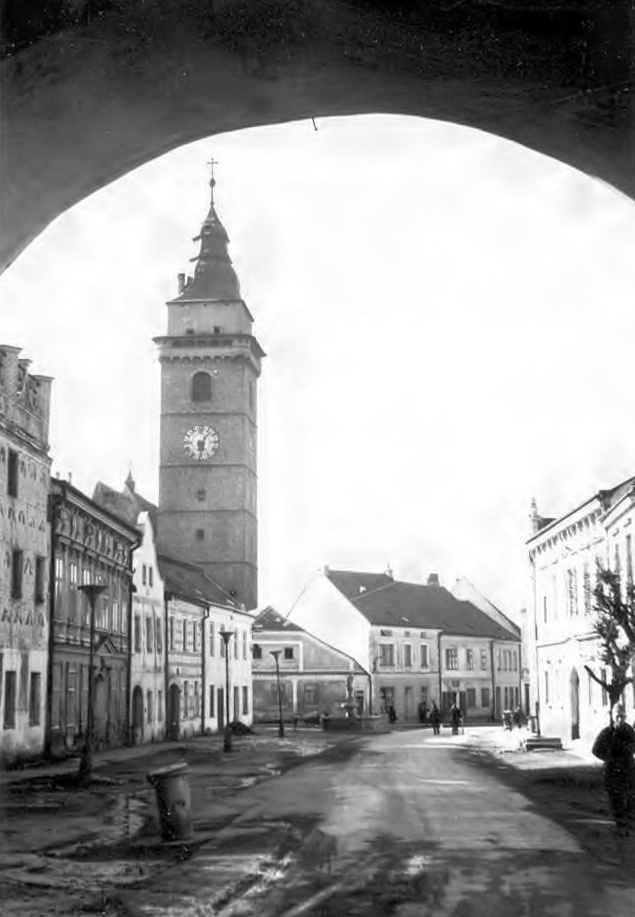
Pohled na Horní náměstí ve Slavonicích ze Znojemské brány (1983)

Dne 30. srpna 1946 rozhodl MNV o přejmenování ulic: (Komínová) na ulici Polní; Spitalgasse (Špitálská) na ulici Jana Žižky; Langegasse (Dlouhá) na ulici Jana Švermy; Alt Bach (Starý potok) na ulici Na potoku; Seegasse (Jezerní) na ulici Svatopluka Čecha; Fratresgasse (Fráterská) na ulici Svojsíkovu; nově byly pojmenovány ulice ve Vilové čtvrti (Villenviertel): ulice P. Bezruče, K. Čapka, Mánesova, ulice B. Smetany, ulice ke kostelu Božího těla z ul. J. Žižky obdržela název ulice Julia Fučíka. V květnu 1947 byla na všech cestách vedoucích do Rakouska instalována závora. V roce 1948 byl v blízkosti hranice zbořen mlýn Karla Gottfrieda, dřevěná chata (bouda) spolku Deutscher Turnverband (ve správě Junáka) a včelín. Vnitřek města byl v roce 1949 prohlášen vládou republiky za státní památkovou rezervaci. „Stavoprojekt“ Praha byl pověřen vypracováním projektu na rekonstrukci v původním stavu.
Od 1. května 1950 bylo zřízeno hraniční pásmo do hloubky 2 až 4 km. Osoby starší 15 let s trvalým bydlištěm v tomto pásmu nebo osoby, které do pásma chtěly vstoupit, se musely prokazovat zvláštní legitimací, vydávanou ONV v Dačicích. Do pásma byly zahrnuty i rybníky po levé straně Stálkovské ulice. Hranice pásma obíhala město ze tří stran. Volný přístup zůstal jen na silnice do Stálkova, Českého Rudolce, Dačic a Starého Hobzí. Útvar Pohraniční stráže se přemístil z budovy čp. 91 (nyní čp. 523) na Horním náměstí (tehdy na Gottwaldově náměstí) blíže k hranici do celní budovy.
V roce 1953 bylo město nakonec zahrnuto do hraničního pásma, což zapříčinilo značnou izolaci celého území od ostatní civilizace a velmi silně omezilo i případný cestovní ruch v této oblasti. Teprve v roce 1960 při reorganizaci okresů a krajů bylo zastavěné území města vyjmuto z hraničního pásma a mohlo začít využívat cestovního ruchu. Dne 31. srpna 1961 byly Slavonice prohlášeny městskou památkovou rezervací. Od správní reformy 1. července 1960 náležejí Slavonice k Jihočeskému kraji, okresu Jindřichův Hradec. V rámci integrace obcí byly v roce 1964 ke Slavonicím připojeny dříve samostatné obce Vlastkovec, Mutišov a Maříž, později, v roce 1972, také poslední připojená obec Stálkov.
V období let 1945–1989 byl ve městě vybudován vodovod, kanalizace, čistička odpadních vod, centrální kotelna, budova nové základní školy pro 650 žáků se školní jídelnou a dvěma tělocvičnami (1978), kulturní dům (1979), mateřská škola pro 120 dětí (1983), nová hasičská zbrojnice, autobusové nádraží, nový fotbalový stadion, kuželna, postaveno panelové sídliště se 126 městskými a družstevními byty a připravena nová obytná zóna pro stavbu nových individuálních a řadových rodinných domů. V této oblasti (ulice generála Svobody a Lebeděvova), převážně místní občané postavili 77 nových rodinných domů. Značnou měrou v této době přispěly ke zvýšení počtu bytových jednotek ve městě místní podniky, které postavily bytové domy s celkovou kapacitou přes 50 bytů. Na konci padesátých let 20. století byly zahájeny také pravidelné a řádné opravy historického středu města, zvláště fasád domů na obou slavonických náměstích, které v té době byly ve valné většině ve vlastnictví státu. Na konci tohoto období byla také zahájena výstavba zdravotního střediska a lékárny, která byla dokončena v roce 1990.
Po roce 1989 byly postaveny ještě čtyři městské panelové domy s 56 byty. Individuální bytová výstavba se výrazně nerozvíjela z důvodu nedostatku stavebních parcel, ale i z důvodů ekonomických. Město pokračovalo v budování nových staveb občanské vybavenosti, jako správní budova na fotbalovém stadionu a dům s pečovatelskou službou, byla dostavěna budova zdravotního střediska a lékárny. Na stadionu bylo vybudováno víceúčelové hřiště s umělým povrchem a umělý povrch dostala i běžecká dráha. Místní závod na zpracování dřeva postavil ekologickou spalovnu dřevního odpadu, který se před tím vyvážel téměř bez užitku na skládku. Spalovna, která vyráběla  elektrickou energii a teplo pro vlastní potřebu je nyní zcela mimo provoz, neboť v roce 2023 vyhořela místní pila a ve Slavonicích zcela skončilo zpracování dřeva. Objekty bývalého manipulačního skladu a pily jsou nyní opuštěné a bez užitku chátrají. O práci přišlo cca 80 zaměstnanců. Každoročně stát i obec investují značné finanční prostředky na opravu a regeneraci památek. Do města byl v roce 1998 přiveden zemní plyn. Byly provedeny rekonstrukce povrchů obou slavonických náměstí, v posledních letech se také podařilo opravit část místních komunikací. Je postupně opravováno a zpřístupňováno veřejnosti městské podzemí. V roce 2012 byla dokončena rekonstrukce čističky odpadních vod v hodnotě téměř 90 milionů korun.V roce 2024 byl na místním hřbitově vydlážděn centrální chodník. V místním závodě Otavan, kde pracovalo do roku 1989 450 zaměstnaců, jich pracuje nyní podle vedení podniku Otavan 40.

## Přírodní poměry
Přírodní památky do roku 1945: 1. Stromořadí v horní části Starého potoka (Altbach-Allee), založené za starosty Josefa Langthalera (1859–1864), mnohem starší stromořadí v dolní části potoka; 2. Městský park (Stadtpark / zahrada u Jemnické brány) s kamennými stojany na květiny (původem z pivovaru r. 1583); 3. Školní park (Schulpark) sloužící jako školní zahrada; 4. stromořadí u hřbitova (Friedhof-Allee), jež nechal zřídit starosta Anton Plach; 5. Městské stromořadí (Stadt-Allee), které nechal na Horním a Dolním náměstí (nyní náměstí Míru) osadit v roce 1935 starosta Julius Helleport; 6. stromořadí u jezera (Allee am See), vysázené v roce 1922 při budování Silnice k městským rybníkům; 7. stromořadí (Spitalgasse-Allee) ve Špitálské ulici (nyní ulice Jana Žižky) z roku 1904; 8. stromořadí k mlýnům (Allee zu den Mühlen); 9. stromořadí na cestě ke kostelu Božího Těla a sv. Ducha; 10. stromořadí na (Wachtberg) u rybníků z roku 1933 za starosty Julia Helleporta; 11. stromořadí na Groamatwiesen (Grummetwiesen, louky pro druhou senoseč); 12. (Kriegerdenkmal-Park) z roku 1922; 13. park u pivovaru (Park beim Brauhaus) z roku 1905 a 1926; 14. skupina stromů kolem kostela Božího Těla a sv. Ducha na počest výročí 600 let r. 1880; 15. skupina stromů u studánky Dobrá voda (Einsiedlerbründl, též Einsiedlerbrunnen); 16. strom u Božích muk na silnici do Jihlavy (Silnice II/152), 17. strom na silnici do Českého Rudolce a polní cesta (křížová cesta) ke kostelu Božího Těla a sv. Ducha; 18. stromy kolem kostela Nanebevzetí Panny Marie; 19. vyhlídka na kopci „Kupfersteinberg“ (též Kopfsteinberg) z roku 1933 za starosty Julia Helleporta; 20. seskupení stromů na střelnici (Schießplatz) a 21. tenisovém hřišti (Tennisplatz) z r. 1928; 22. Graselova sluj (Graselhöhle) u obce Vlastkovec; 23. skalní formace zvané Ďáblovy kameny (Teufelsteine); 24. Vysoký kámen – Čihadlo (Hoher Stein) u Maříže; 24. Máselnicová studánka (Rührbutterfassbrunnen, Rührfasslbrunnen) u obce Pfaffenschlag.
Chráněná fauna a flóra do roku 1945: výr velký, bělořit šedý, ledňáček říční, sokol stěhovavý, poštolka obecná, bukač velký, ještěrka zední, vodomil černý, bledule jarní, kakost bahenní, hořec , kosatce, vstavač bledý a vstavač plamatý, leknín bílý, bublinatka obecná, kapraď samec, hasivka orličí, lýkovec, dřípatka, káně myšilov, vydra říční, ježek, kuna lesní.
Západně od Slavonic leží několik rybníků: Silniční, Protržený, Staré koupaliště, Vožralý, Dědkův, Spálený rybník, Starý farský rybník, bývalý Pstruží rybník, Horní a Dolní Šatlava. na Slavonickém potoce byly v roce 2019 vybudovány dva nové rybníky Václav a Richard, zrenovován byl v roce 2022 rybník Malá pilka.
Severozápadně od města leží přírodní památka Dědek u Slavonic.

## Obyvatelstvo
Před první světovou válkou (r. 1911) žilo ve Slavonicích 2 553 obyvatel, z toho 2 503 německé národnosti a 27 české národnosti. Městské zastupitelstvo, ustavené 22. dubna 1908, sestávalo v roce 1911 ze starosty (Anton Plach), čtyř radních a osmnáctičlenného výboru. Úřad městského tajemníka zastával Julius Helleport.

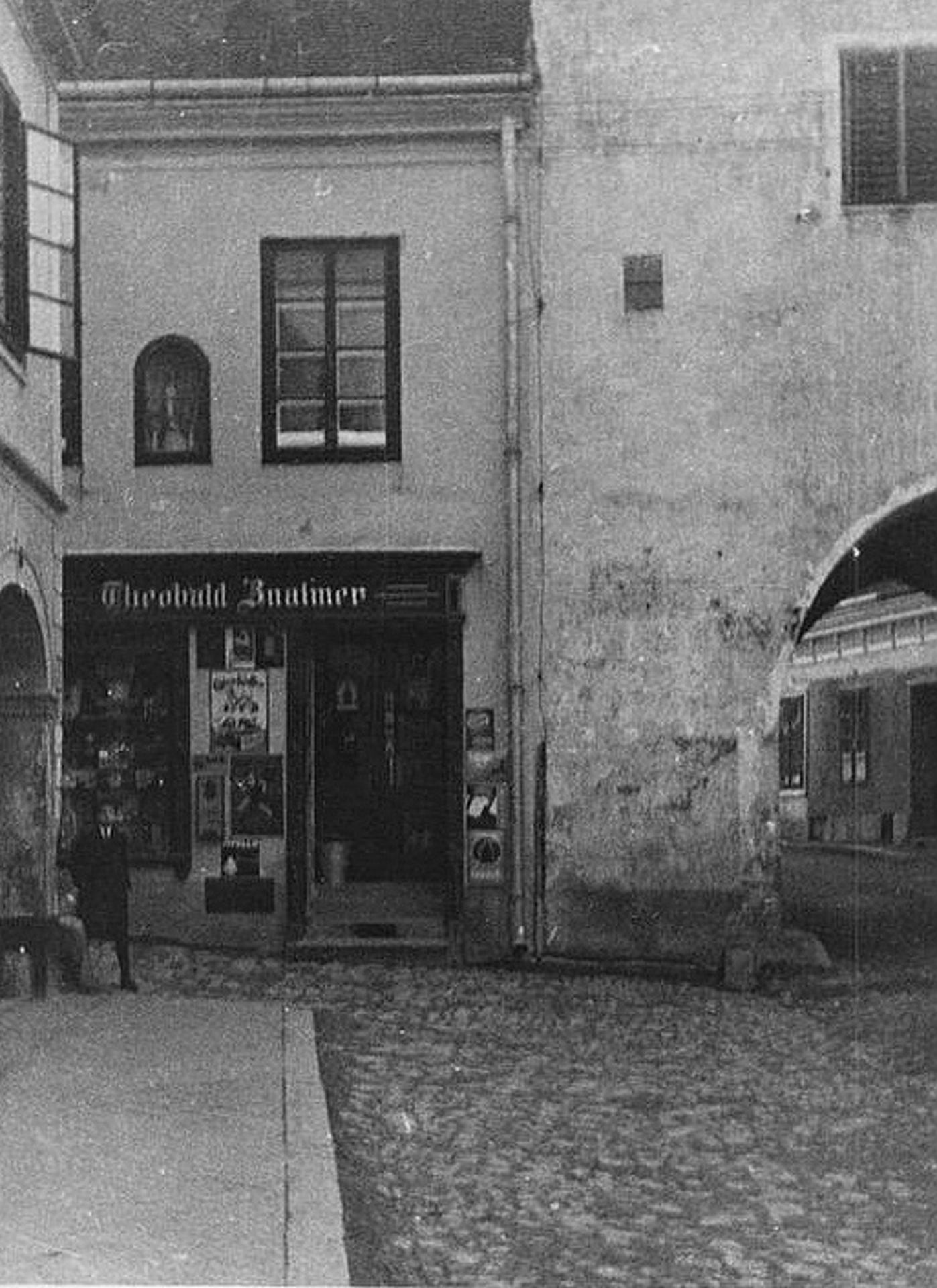
Slavonice, Horní náměstí čp. 79, firma Theobald Znaimer – železářství (nyní čp. 511)

Zdravotní péči zajišťovali 2 obvodní lékaři a 2 porodní báby, lékárnu provozoval Artur Glaser. Vedle toho mělo město jednoho zvěrolékaře. Ve městě působily také tři dělnické podpůrné pokladny: Společenstevní nemocenská pokladna pomocníků, odbor Všeobecné dělnické nemocenské pokladny v Brně, Nemocenská pokladna Josefa Pabische a Židovský podpůrný spolek pro chudé a nemocné.
Poštovní a telegrafní úřad vedl poštmistr Friedrich Geppert (s jednou poštovní doručovatelkou). Od 1. května 1911 obdrželo město C. k. berní úřad a C. k. okresní soud. Oddělení finanční stráže vykonávalo na hranicích službu finanční policie, pořádkovou a bezpečnostní službu četnická stanice.
Vedle toho působily ve Slavonicích dva bankovní spolky: Spořitelní a úvěrový spolek pro Slavonice a okolí a Živnostenská družstevní záložna pro Slavonice a okolí a dvě živnostenská družstva: Genossenschaft der handwerksmäßigen Gewerbe a Genossenschaft der freien und konzessionierten Gewerbe, sdružených v německém živnostenském svazu (mit deutscher Geschäftssprache) Verband der Gewerbe Genossenschaften für die Gerichtsbezirke Zlabings und Jamnitz.
V roce 1937 žilo v soudním okrese Slavonice 8 991 obyvatel římsko-katolického vyznání (86,93 % z celkového počtu obyvatelstva na okrese), z toho 6 695 německé národnosti.

### Holocaust
Po odstoupení pohraničí reagovalo téměř veškeré židovské obyvatelstvo na hrozbu norimberských zákonů ilegálním přechodem na území druhé Československé republiky. V den 24. října 1938 jich odešla kolektivně valná většina. Už 20. října 1938 totiž radnice ve Slavonicích obdržela příkaz z Landratu ve Waidhofenu an der Thaya k vyhotovení seznamu všech slavonických Židů. Seznam zbylých slavonických Židů obsahoval 33 jmen dospělých a dětí. Guttmannovi, Planerovi a Schwalbovi zůstali u příbuzných v regionu. Vznik Protektorátu Čechy a Morava znamenal počátek konce i pro ty, kterým se podařilo najít útočiště u svých příbuzných nebo jiné ubytování na druhé straně hranice. Kromě Heleny Bauerové a manželů Mückových nikdo ze slavonických Židů holocaust nepřežil.
Z rodin vídeňských textilních podnikatelů se zachránily Gertruda Blochová se svou dcerou Edith Blochovou (dcera a vnučka Wilhelma Mayera). Gertruda zemřela v roce 1983 v Austrálii. Rodinný majetek ve Slavonicích byl arizován a v listopadu 1941 následovalo vymazání firmy z obchodního rejstříku. Po druhé světové válce došlo opětovnému odcizení rodinné továrny Wilhelma Mayera,  když byla československým státem konfiskována jako německý majetek zrádců a kolaborantů a v roce 1946 dána pod národní správu.

### Osidlování města od června 1945
Následkem vysídlení německého obyvatelstva se podstatně proměnilo sociální složení místního poválečného obyvatelstva. Většina osídlenců pocházela z blízkého okolí a z nižších sociálních tříd (zemědělský proletariát, drobní zemědělci a řemeslníci) bez vztahu k historickému zázemí města. Městská správa se potýkala s problémy alkoholismu. Samotné osidlování Slavonic bylo řízeno ONV v Dačicích (zvláštní komisí pro osidlování pohraničí). Podle hlášení pro Státní obvodovou úřadovnu pozemkového úřadu v Brně mělo být osidlování města ukončeno listopadem 1945. Na konci roku 1945 se zde nacházelo 1600 obyvatel.
Osidlování Slavonic. Osídlení Slavonic bylo již skončeno na podzim minulého roku. Před válkou měly Slavonice 2500 obyvatel, dnes mají asi 1300, z toho asi 200 Němců. Hospodářství jsou pod národní správou. Slavonice však potřebují české dělníky, zejména textilní továrna Pallas-Artis a textilní továrna Sprinzl. Továrna na elektro součástky Siemens bude co nejdříve dána do provozu.
Jiskra, 17.3.1946
|           | 1869  | 1880  | 1890  | 1900  | 1910  | 1921  | 1930  | 1950  | 1961  | 1970  | 1980  | 1991  | 2001  | 2011  | 2021  |
| --------- | ----- | ----- | ----- | ----- | ----- | ----- | ----- | ----- | ----- | ----- | ----- | ----- | ----- | ----- | ----- |
| Obyvatelé | 2 489 | 2 507 | 2 406 | 2 426 | 2 479 | 2 214 | 2 167 | 2 042 | 2 222 | 2 266 | 2 393 | 2 448 | 2 549 | 2 305 | 2 093 |
| Domy      | 401   | 404   | 378   | 378   | 403   | 412   | 454   | 481   | 452   | 443   | 471   | 543   | 558   | 584   | 587   |

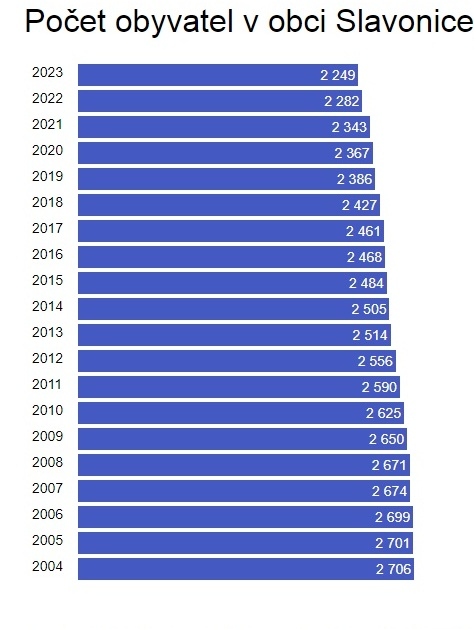
Počet obyvatel

Poválečný správní okres Dačice o rozloze 807 km² se 40.000 obyvateli a 141 obcemi spravoval tři soudní okresy: Telč se 75 obcemi, Dačice s 39 obcemi a Slavonice se 27 obcemi. Podle komunistického týdeníku Jiskra čítalo město Slavonice do března 1946 1300 obyvatel, z toho asi 200 Němců. Druhá vlna odsunu proběhla 2. dubna 1946 a týkala se 152 osob.

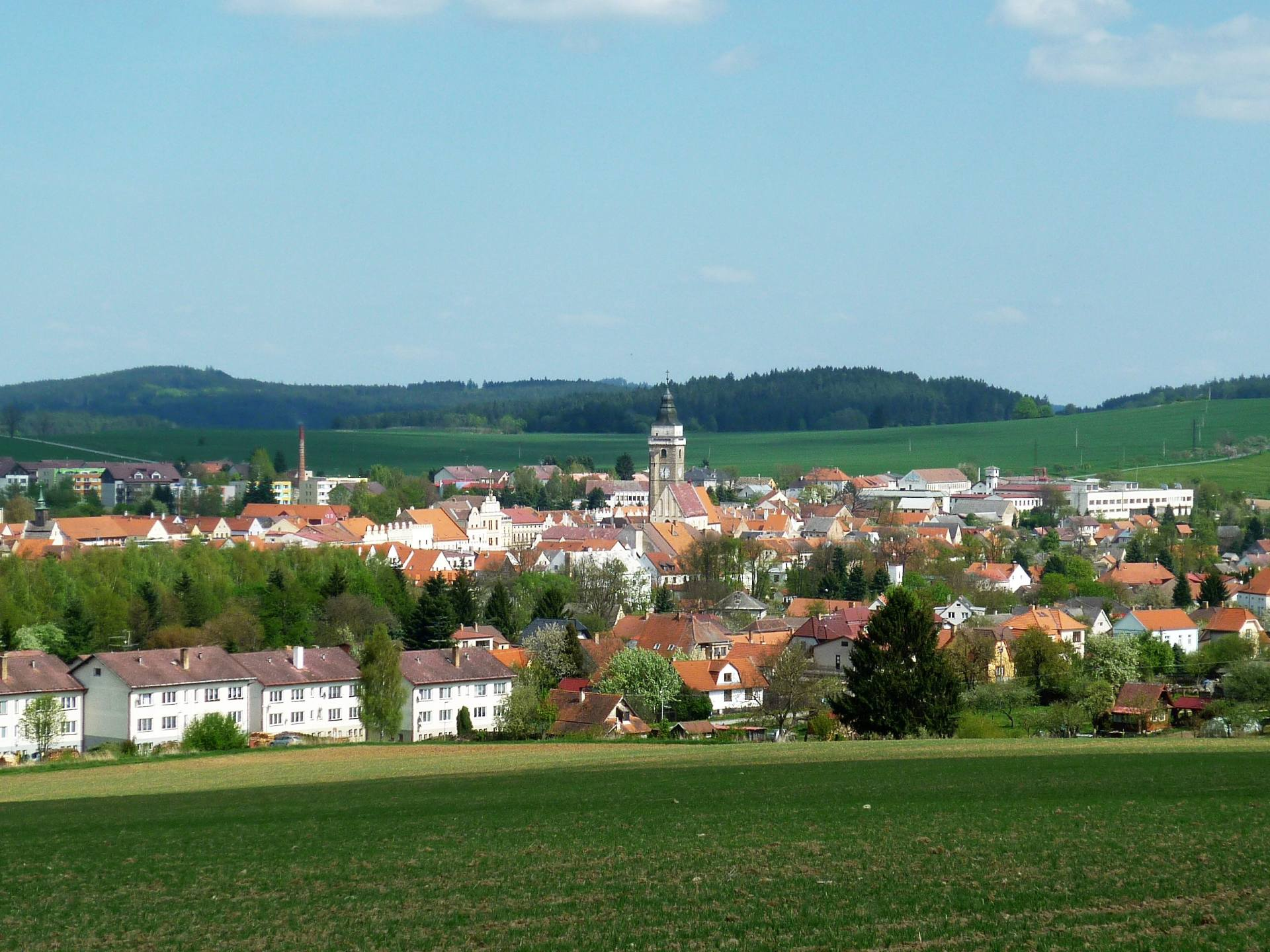
Celkový pohled na město od západu

V roce 1946 probíhalo přidělování národní správy místních opuštěných obchodů a živností. Celkem bylo ve Slavonicích přiděleno 74 národních správ. Velký zájem byl o národní správu Hotelu Alfa. Větší podniky a továrny předával do národní správy ONV Dačice: mechanická tkalcovna Josefa Pabische, pletárna Antona Sprinzla, továrnu na hedvábné tkaniny Palas-Artis (od r. 1924 Silvet, původně S. Tugendhat & Mayer), parní pila Felixe Lechnera a stavební firma Ferdinanda Strommera.
O tělovýchovnou a sportovní činnost se po válce staral Sokol (od r. 1953 Jiskra, tělovýchovná jednota při n. p. Slovan) a SK Slavonice. SK Slavonice vedl fotbalový a tenisový odbor a Sokol provozoval nářaďový tělocvik, lehkou atletiku, odbíjenou a košíkovou. Dále ve městě působil Junák a Svaz české mládeže, z jehož popudu byl odstraněn německý pomník padlých v 1. světové válce (zřízen v červenci 1922). Ochotnický divadelní spolek čítal 36 činných členů.
Ve volbách do Ústavodárného shromáždění Československé republiky 26. května 1946 volili slavoničtí občané: 683 hlasy pro KSČ, 232 pro ČSNS, 167 pro ČSL, 69 pro ČSSD, přičemž byly do volební urny vhozeny 2 bílé lístky. Poslední německé obyvatelstvo z dačického okresu bylo vysídleno v pátek 30. srpna 1946 zvláštním vlakem, vypraveným ze Slavonic. Celkem odjíždělo ze slavonického a dačického nádraží 334 obyvatel. S některými se přišli rozloučit jejich čeští přátelé, kteří byli přihlížejícím davem zesměšňováni.
Pro správné posouzení kolísání počtu obyvatel v jednotlivých obdobích je třeba uvést, že v období od roku 1950 do roku 1980 byly v rámci integrace obcí v roce 1964 ke Slavonicím připojeny dříve samostatné obce Vlastkovec, Mutišov a Maříž, později, v roce 1972, byla jako poslední připojena obec Stálkov.

## Městská správa a politika

### Části města
Město Slavonice se skládá ze sedmi částí na osmi katastrálních územích.
- Slavonice (i název k. ú.)
- Kadolec (k. ú. Kadolec u Slavonic)
- Maříž (i název k. ú.; také k. ú. Léštnice)
- Mutišov (i název k. ú.)
- Rubašov (k. ú. Dolní Bolíkov-Rubašov)
- Stálkov (i název k. ú.)
- Vlastkovec (i název k. ú.)

V období od roku 1950 do roku 1980 byly v rámci integrace obcí v roce 1964 ke Slavonicím připojeny dříve samostatné obce Vlastkovec, Mutišov a Maříž, později, v roce 1972, byla jako poslední připojena obec Stálkov.

#### Zaniklá sídla
- Léštnice – ves zaniklá po druhé světové válce, k. ú. 4 km ZJZ od Slavonic
- Pfaffenschlag – zaniklá středověká vesnice 3 km severozápadně od Slavonic v k. ú. Slavonice

### Starostové a předsedové MNV od roku 1918
- 1918–1919 (12. leden 1918 volba starosty) Johann Grossmann
- 1919–1923 (15. červen 1919 volba starosty) Anton Plach
- 1923–1927 (16. září 1923 volba starosty) Anton Plach, 1. místostarosta Josef Pabisch, 2. místostarosta Emil Lichtwitz (sládek)[46][47][48]
- 1927–1931 Anton Plach († 13. května 1931)
- 1931–1938 (8. listopad 1931 volba starosty) Julius Helleport, kontrolor Spořitelny města Slavonice / Sparkasse der Stadt Zlabings,[49]
- 1938–1945 Franz Harzhauser, člen SdP[50][51]
- 1945–1946  (volba předsedy MNV) Josef Augustin
- 1946–1950  (volba předsedy MNV) Josef Plšek
- 1950–1953  (volba předsedy MNV) Josef Augustin
- 1953–1960  (volba předsedy MNV) František Dvořák
- 1960–1964  (volba předsedy MNV) Antonín Žampa
- 1964–1970  (volba předsedy MNV) Josef Molčík
- 1970–1984  (volba předsedy MNV) František Hron († 4. září 1984)
- 1984–1990  (volba předsedy MNV) Jaroslav Valeš
- 1990–1990  (26. březen 1990 volba předsedy MNV) Luboš Kryzan
- 1990–1998  (4. prosinec 1990 volba starosty) Milan Souček
- 1998–2002  (volba starosty) Jaroslav Zuzák
- 2002–2006  (14. listopad 2002 volba starosty) Josef Urban
- 2006–2010  (16. listopad 2006 volba starosty) Luboš Kryzan
- 2010–2014  (8. listopad 2010 volba starosty) Josef Urban
- 2014– dosud  (3. listopad 2014 volba starosty) Hynek Blažek

### Městské symboly
Vlajka byla městu udělena rozhodnutím předsedy Poslanecké sněmovny Parlamentu České republiky dne 21. června 1999.

## Doprava
Město stojí na křižovatce silnic II/152, II/406 a II/409. Končí v něm železniční trať Kostelec u Jihlavy – Slavonice, na které se nachází stanice Slavonice. Jižním okrajem Slavonic vede cyklistická trasa EV 13 Stezka železné opony.
Ve Slavonicích je v případě dočasného znovuzavedení ochrany vnitřních hranic aktivován hraniční přechod Slavonice–Fratres. V době po plném zapojení České republiky do schengenského prostoru zde vzniklo  přeshraniční propojení Maříž–Reinholz, Slavonice – Gilgenberg am Weilhart a Slavonice–Rappolz.

## Školství

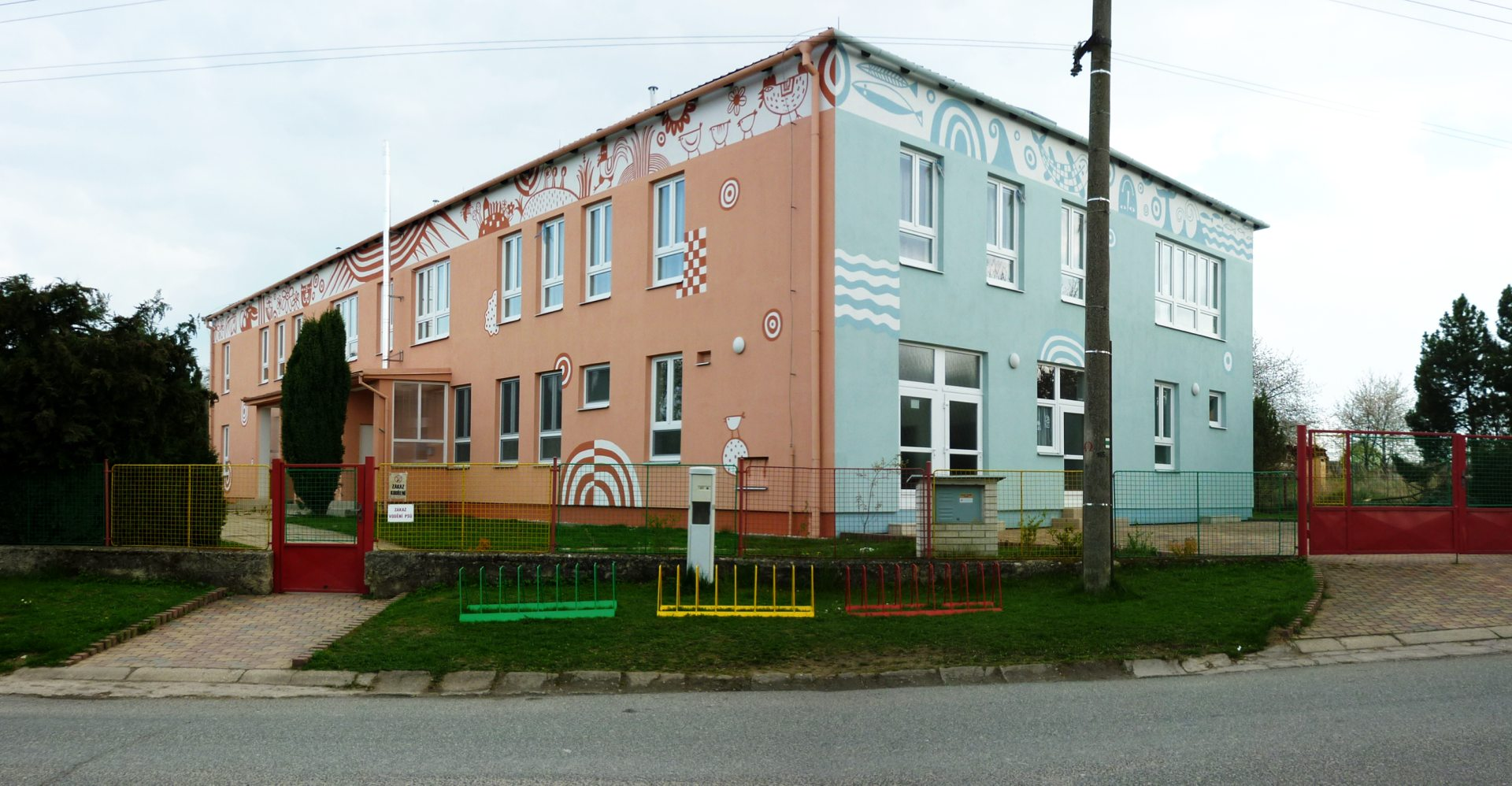
Mateřská škola Slavonice, Brněnská ulice čp. 200

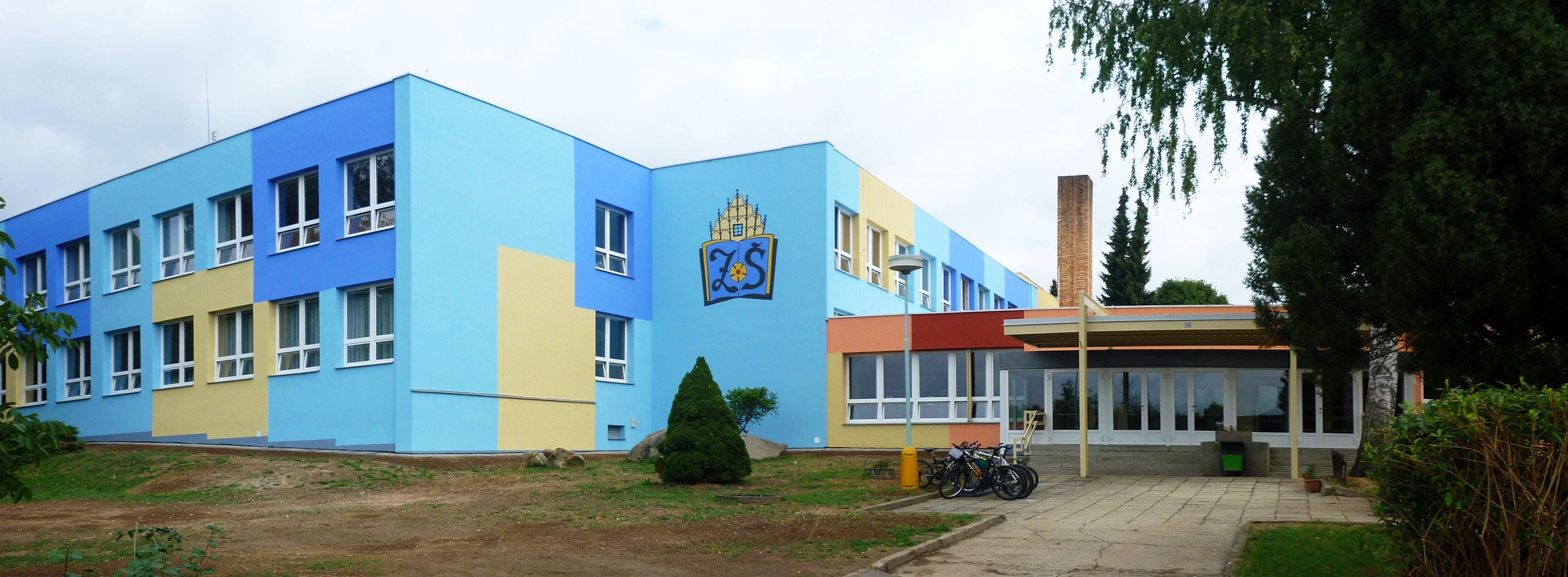
Základní škola Slavonice, ulice Jana Žižky čp. 395

### Základní škola
V roce 1978 byl otevřen nový jednopatrový komplex budov Základní devítileté školy (ZDŠ), umístěný do prostoru mezi současnými ulicemi Jana Žižky a Rudolecké ulice. Ve školním komplexu se nachází školní jídelna, školní družina a dvě tělocvičny. Kapacita této nové školní budovy pro 650 žáků byla v 80. letech 20. století téměř naplněna, jelikož vyšší ročníky slavonické školy navštěvovali též žáci z Písečné, Starého Města pod Landštejnem a Cizkrajova. V roce 2015 byly všechny pavilony školy a školní jídelny kompletně zatepleny, budovy rekonstruovány a proběhla modernizace interiéru. Škola má devět ročníků. Její celková kapacita je 450 žáků. Na počátku školního roku 2024/2025 bude školu navštěvovat 199 žáků.

### Mateřská škola
Dne 3. září 1983 proběhlo slavnostní otevření mateřské školy (MŠ), jejímž provozovatelem byl národní podnik Otavan. Ředitelkou MŠ byla jmenována Marta Valentová. Mateřská škola s prostornou zahradou se nachází v okrajové části města Slavonice na Brněnské ulici. Její vnitřní prostory tvoří šest tříd, hygienické zázemí pro děti a pedagogy, tři výdejny stravy, kabinety pro ukládání pomůcek a provozní blok se školní jídelnou, kancelářemi, sborovnou a zázemím pro provozní zaměstnance. Dne 1. června 1992 došlo k uzavření mateřské školy na náměstí Míru a všechny děti byly převedeny do MŠ v Brněnská ulici.

## Spolky a družstva
Ze spolků sluší uvésti na prvém místě déle tří staletí trvající spolek střelecký, kterýž vystavěl si 1896 novou střelnici, učitelský 1870, zpěvácký „Eintracht ” 1873, hasičský 1877. Pozdější: Spar- und Darlehensverein (Raiffeisenka), Gewerbliche Kreditkassa, spolek dílovedoucích, okrašlovací, hospodářský, tělocvičný, spolek mládeže „Frohsinn”. Místní odbory spolků: D. Schulverein, Kathol. Schulverein, Südmährerbund, Ostmark, Piusverein, Textilarbeiterverein „Union”.
Vlastivěda moravská, Slavonický okres, 1926, s. 38
- 1867 proběhlo svěcení spolkového praporu německé Střelecké společnosti (střelecký řád vydalo město již r. 1580 a 1654, r. 1716 13 nových střeleckých artikulí,[57] r. 1896 nová střelnice s klubovnou, r. 1898 K. K. priv. bürgerliche Schützengesellschaft Zlabings / C. k. privilegovaná občanská střelecká společnost, členem zemského svazu „Landesverband der mährischen Schützen”,[58][59][60][61] r. 1907 se konalo ve Slavonicích páté Zemské střelecké setkání (Landesverbandsschießen),[62] r. 1909 se účastnili střeleckého setkání v Hamburku.[63]
- 1774 založeno družstvo s názvem „Pfaffenschlager Gemeinde“, na jehož základě vznikl později nový spolek Pfaffenschlager-Verein[64]
- 1862 Leichenverein / Pohřební spolek[65]
- 1868 Sparkassa der Stadt Zlabings / Spořitelna města Slavonice,[66][67][68] nové stanovy 1906–1948[69]
- 1870 Verein deutscher Lehrer und Schulfreunde / Spolek německých učitelů a přátel školy[70][71]
- 1873 Männergesangverein „Eintracht” / Mužský pěvecký spolek „Svornost”,[72][73][74][75][76] r. 1910 se konala ve Slavonicích oslava 25 let župního Německého pěveckého svazu jižní Moravy (des Deutschen Sängergauverbandes im südlichen Mähren)[77]
- 1877 Freiwillige Feuerwehr / Spolek dobrovolných hasičů s německým velením, od r. 1906 družstvo německého hasičského okresu Jihlava, od roku 1926 německého hasičského okresu Slavonice-Jemnice, v roce 1936 zakoupeno nové sanitní auto (Sanitätswagen)[78]
- 1880 Militär-Veteranen-Verein / Spolek vojenských vysloužilců,[79] r. 1899 zasadil na počest výročí panování císaře Františka Josefa I. „Jubilejní císařský dub” (Kaiser-Jubiläums-Eiche)[80][81]
- 1887 Losverein / Loterijní spolek[82]
- r. 1888 Ortsgruppe Zlabings des Deutschen Schulvereines / Místní skupina Německého školského spolku,[83] od roku 1919 Deutscher Kulturverband / Německý kulturní svaz
- 1894 Israel. Armen u. Krankenunterstützungsverein / Židovský podpůrný spolek pro chudé a nemocné (čp. 61)[84][85]
- Landwirtschaftlicher Verein für die deutschen Gemeinden des Ger. Bez. Datschitz / Hospodářský spolek německých obcí soudního okresu Dačice, později Okresní hospodářský spolek pro soudní okres Slavonice, v roce 1895 obdržel zemskou subvenci na pořízení plemenných býků[86]
- 1897 XXVI. Bezirksverband christlicher Radfahrer mit dem Sitze in Zlabings / XXVI. okresní svaz křesťanských cyklistů se sídlem ve Slavonicích, r. 1900 zrušen,[87][88] Radfahrerklub „Schwalben” / Cyklistický klub „Vlaštovky”[89][90][91]
- 1901 Deutsche Burschen Tischgesellschaft „Frohsinn” / Německá mládežnická stolní společnost „Veselost”[92]
- 1901 Klub der Musikfreunde / Klub přátel hudby[93]
- 1902–1922 Kirchenmusikverein / Spolek pro chrámovou hudbu[94]
- 1903 Ortsgruppe des Bundes der deutschen Südmährens / Místní skupina Svazu Němců jižní Moravy (sídlo okresního svazu pro Slavonice a okolí),[95][96][97] r. 1912 Frauen- und Mädchen Bundesgruppe des Bundes der Deutschen Südmährens / Ženská a dívčí skupina Svazu Němců jižní Moravy[98]
- 1904 Spar- u. Darlehenskassenverein für Zlabings und Umgebung, registrierte Genossenschaft mit unbeschränkter Haftung in Zlabings / Spořitelní a úvěrový spolek pro Slavonice a okolí, registrované družstvo s neomezeným ručením (Raiffeisen družstvo)[99]
- r. 1907 Waisenrats-Verein / Sirotčí poradní spolek[100]
- 1907 Deutscher Turnverein / Německý turnerský spolek[101][102][103][104][105]
- 1908 Verschönerungsverein / Okrašlovací spolek[106]
- 1910 Gewerbliche Kreditgenossenschaft für Zlabings und Umgebung / Živnostenská družstevní záložna pro Slavonice a okolí[107]
- Verein für Werkmeister und Industriebeamte für Zlabings und Umgebung / Spolek dílovedoucích a průmyslových úředníků města Slavonice a okolí, r. 1895 byl založen Der Allgemeine österreichische Werkmeister- und Industriebeamtenverband / Všeobecný rakouský svaz dílovedoucích a průmyslových úředníků se sídlem v Liberci[108]
- Ortsgruppe der Union der Textilarbeiter in Österreich / Místní skupina Unie textilních dělníků v Rakousku (odbory a sociální demokraté)
- 1911 Konsum- und Sparverein in Zlabings und Umgebung / Konzumní a spořitelní spolek pro Slavonice a okolí (neúvěrní družstvo)[109]
- 1912 Allgemeiner Arbeiter- und Mittelstands-Konsum- und Sparverein für Zlabings und Umgebung / Všeobecný konzumní a spořitelní spolek dělnické a střední třídy pro Slavonice a okolí (neúvěrní družstvo)[109]
- 1912 Viehzuchtgenossenschaft für Zlabings und Umgebung / Družstvo pro chov dobytka pro Slavonice a okolí[110]
- 1912 Fachgenossenschaft des Gast- und Schankgewerbes für Zlabings u. Umgebung / Živnostenské družstvo hostinských a výčepních pro Slavonice a okolí, které se hned stalo členem Ústředního svazu německých zemědělských družstev pro Moravu a Slezsko se sídlem v Brně / Zentralverband der deutschen landwirtschaftlichen Genossenschaften Mährens und Schlesiens.[111]
- Ortsgruppe Zlabings und Umgebung des Verbandes christl. Textilarbeiter in Österreich / Místní skupina Slavonice a okolí Svazu křesťanských textilních dělníků v Rakousku (Christliche Gewerkschaft / křesťanské odbory)
- Christlich sozialer Verein / Křesťansko-sociální spolek
- Kirchenrenovirungsverein / Spolek pro renovaci kostelů
- Ortsgruppe des Pius-Vereines zur Förderung der Katholischen Presse in Österreich / místní skupina Spolku „Pius” na podporu katolického tisku v Rakousku, založen r. 1905 ve Vídni[112]
- Pfarrgruppe zu Maria Himmelfahrt in Zlabings des kat. Schulvereines für Österreich / Farní skupina Nanebevzetí Panny Marie ve Slavonicích při katolickém Školním spolku pro Rakousko[113]
- 1917 Magazinsgesellschaft Zlabings / Skladištní společnost Slavonice (zemědělské skladištní neúvěrní družstvo pro 8 obcí s německou jednací řečí),[114] v roce 1921 vybudovalo družstvo nové obilní silo, v roce 1923 šlo do likvidačního řízení a od r. 1924 družstevní společnost koupil Ústřední svaz německých zemědělských družstev pro Moravu, Slezsko a Slovensko se sídlem v Brně / Zentralverband der deutschen landwirtschaftlichen Genossenschaften Mährens, Schlesiens und der Slowakei[115]
- 1919 místní skupina spolku Národní jednota pro jihozápadní Moravu
- 1920 Landwirtschaftlicher Bezirksverein Zlabings / Okresní zemědělský spolek Slavonice, zastřešený pod Jihlavskou župou Organizace německých rolníků Moravy (Gau Iglau – Organisation der deutschen Landwirte Mährens),[116] r. 1923 se ve Slavonicích konala 1. Okresní zemědělská a živnostenská výstava pro soudní okres Slavonice, oblast Dešné a Vratěnína s okolím[117][118]
- 1922 Molkereigenossenschaft Zlabings / Mlékárenské družstvo Slavonice, zastřešené Ústředním svazem německých zemědělských družstev Moravy, Slezska a Slovenska (Zentral-Verband der deutschen landwirtschaftl. Genossenschaften Mährens, Schlesiens und der Slovakei),[119] nyní obytný dům čp. 270 na ulici Mařížská[120]
- 1924 Landwirtschaftliches Lagerhaus Zlabings / Zemědělské obilní skladiště Slavonice (dříve MagazinsgeseIlschaft), r. 1930 přístavba čističky a šrotovny obilí, provozovala Výkupní a spotřební centrála (Bezugs- und Verwertungszentrale) Ústředního svazu německých zemědělských družstev Moravy, Slezska a Slovenska v Brně (nyní součástí podniku Zemos, s.r.o. na Mařížské ulici)[115]
- Ortsgruppe Zlabings des Reichsverbandes der deutschen Gastwirte-Genossenschaften in der Tschechoslowakischen Republik/ místní skupina Slavonice Říšského svazu německých hostinských družstev v Československé republice se sídlem v Liberci, župa jižní Morava (Gau Südmähren), zemský svaz Morava (Landesverband Mähren) se 46 členy (z původního v roce 1912 založené společnosti Fachgenossenschaft des Gast- und Schankgewerbes für Zlabings u. Umgebung / Živnostenské družstvo hostinských a výčepních pro Slavonice a okolí)[121]
- 1930 Verband der öffentlichen Angestellten/místní skupina Svazu veřejných zaměstnanců se sídlem v Liberci (33 členů)[122]
- 1931 Verein Deutsches Haus / Spolek Německý dům pro účely německých spolků (mimo českých a židovských)[123][124]
- Okresní lidová jednota pro Dačice a Slavonice Čsl. strany lidové a Okresní svaz lidových zemědělců na Dačicku se sídlem v Dačicích[125]
- Spolek katolické mládeže a Svaz katolických žen a dívek, r. 1923 okresní katolický den,[126] r. 1925 Slavnost Božího těla
- 1938 Kreisjägermeisterverein / Okresní myslivecký spolek[127]
- 1939 Technische Nothilfe / Technická nouzová pomoc[128]
- 1943 Verbrauchergenossenschaft für Zlabings und Umgebung/Spotřebitelské družstvo Slavonice a okolí, G. m. b. H. zařazeno pod společnost Gemeinschaftswerk-Versorgungsring Waldviertel (Tochtergesellschaft Gemeinschaftswerk-Versorgungsring Waldviertel, G. m. b. H., Groß-Siegharts, Niederdonau) a pod DAF Hamburg (Gemeinschaftswerk der Deutschen Arbeitsfront, G. m. b. H. Hamburg)[129]

## Pamětihodnosti

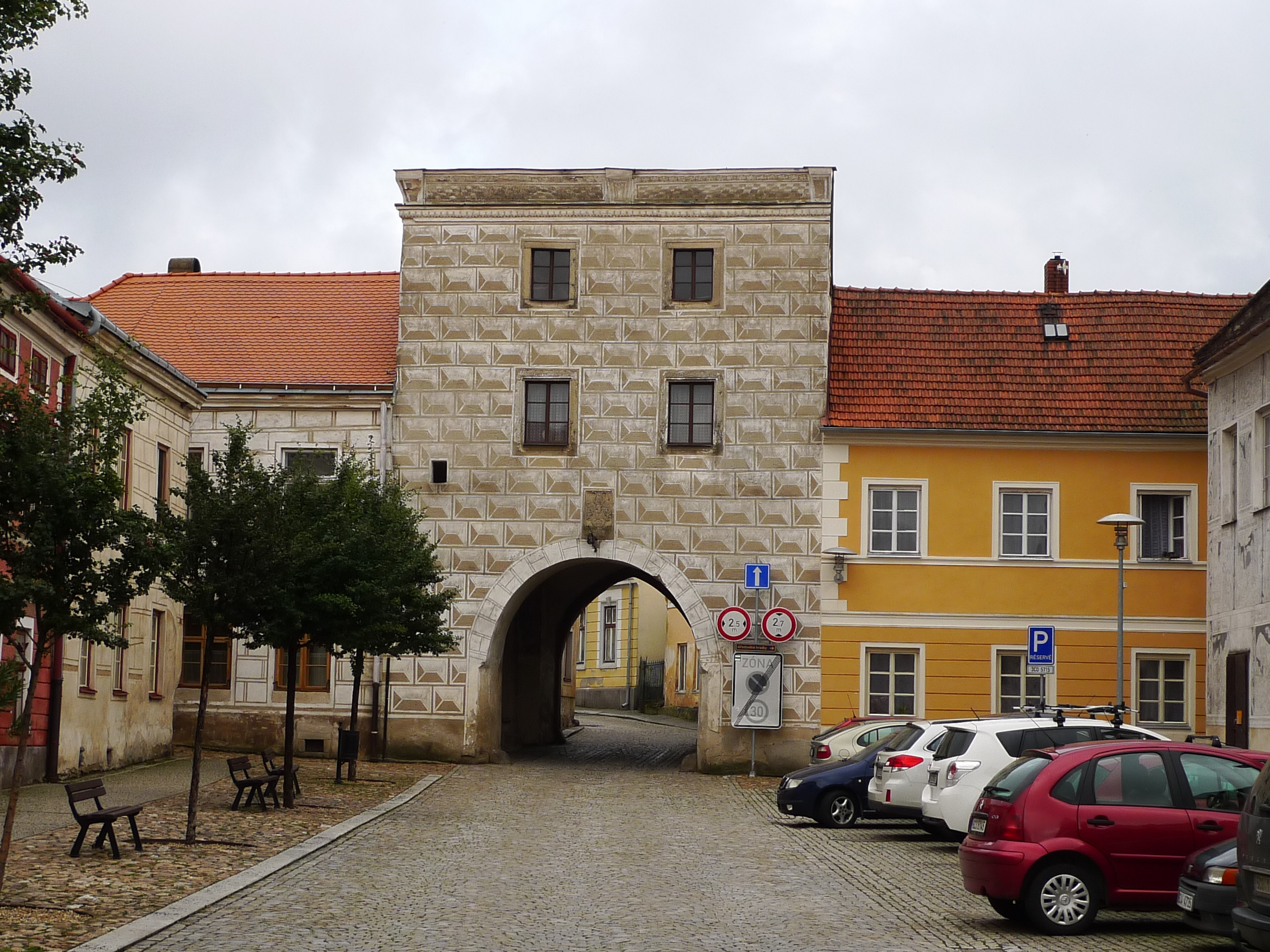
Jemnická brána

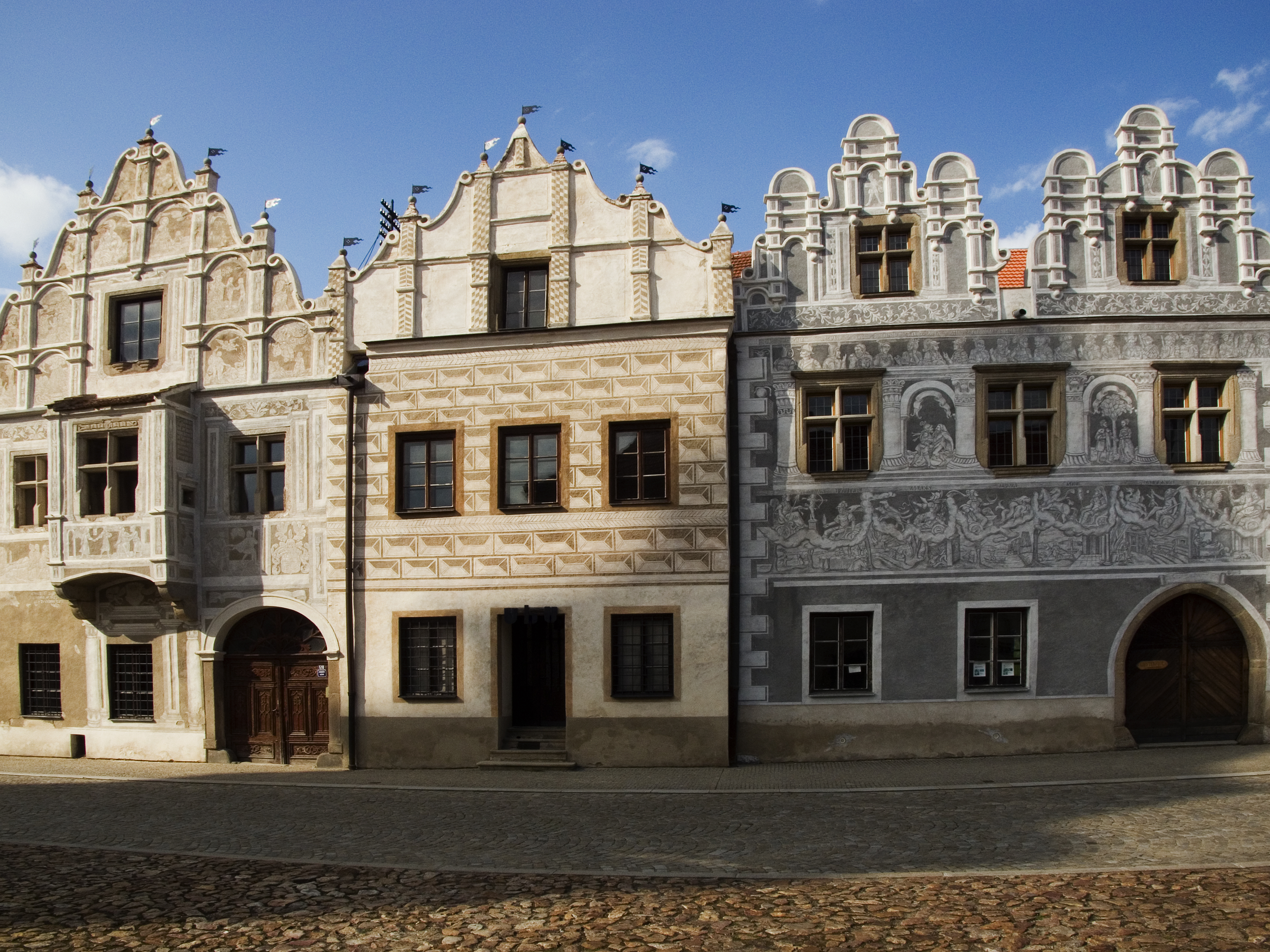
Historické domy na Horním náměstí Slavonic

- Pevnostní areál Slavonice – rekonstruované zbytky opevnění z roku 1938 přibližně 2 km od města směrem na Staré Město pod Landštejnem
- Renesanční historické jádro města
- Zbytky opevnění
- Kostel Nanebevzetí Panny Marie – trojlodní bazilika; základy byly položeny v polovině 14. století
- Městská věž byla postavena v letech 1503–1549 za finanční podpory soukenického cechu. Barokní střecha je z roku 1750.
- Kostel svatého Jana Křtitele – jednolodní kostel zřejmě z přelomu 13. a 14. století, na fasádě sgrafitová pole z roku 1582 s náměty Ukřižování, Kladení do hrobu, Setkání Ježíše s Veronikou.
- Hřbitovní kaple svatého Kříže – založena v roce 1702, do průčelí zabudován portál hřbitovní brány z roku 1586 s reliéfní sochařskou výzdobou – figury svatého Jana a Panny Marie, Kristus – soudce na nebeské duze, štíty Zachariáše z Hradce a Anny ze Šlejnic, na klenáku mistrovská značka a iniciály LO (Leopold Österreicher)
- Poutní kostel Božího Těla (Svatého Ducha) s přistavěnou Loretánskou kaplí
- Kaple svatého Jana Nepomuckého je barokní stavba asi z konce první poloviny 18. století. Má polokruhový uzávěr, průčelí otevřené polokruhovou arkádou a volutový štít završený barokní postavou Panny Marie Immaculaty ve svatozáři.
- Městské muzeum Slavonice
- Dačická brána
- Znojemská (Jemnická) brána
- Slavonické podzemí, od roku 1998 přístupné veřejnosti
- Křížová cesta
- Bývalá luteránská modlitebna v domě čp. 517 na Horním náměstí, vymalovaná příběhem Zjevení svatého Jana v roce 1568
- Měšťanský dům čp. 532

## Osobnosti
- Jan Matěj Butz z Rollsbergu (1712–1803), olomoucký kanovník, prelát kapituly a rektor olomoucké univerzity
- Karel Godefried von Rosenthal (1738–1800), olomoucký kanovník a světící biskup olomoucké diecéze
- Anton Leydolt (1814–1885),[130] dědičný poštmistr, v letech 1867–1873 starosta 15. vídeňského okresu (Rudolfsheim-)Fünfhaus, 1870–1878 poslanec Moravského zemského sněmu, 1871–1872 poslanec Říšské rady, od 18. července 1894 nese jeho jméno vídeňská ulice „Leydoltgasse“ (bývalá ulice Friedrichgasse). Po jeho ženě Rosině je pojmenována ulice Rosinagasse.[131]
- Josef Schum (1816–1901), katolický kněz a děkan v Opavě, člen Řádu německých rytířů
- Josef Steindl (1852–1932), sochař
- Ferdinand Netouschek (* 25. květen 1861 Jaroměřice nad Rokytnou (čp. 41); † 13. listopad 1922 Slavonice), pedagog, německý národopisec a spisovatel, navštěvoval obecnou školu v Jaroměřicích, následně gymnasium (Hernals, Znojmo) a v letech 1876–1880 učitelský ústav v Brně. Začínal jako učitel v Hodicích, působil jako odborný učitel v Drnholci, Jihlavě a od roku 1905 jako ředitel měšťanské školy ve Slavonicích. S Janem Tirayem spolupracoval na topografii slavonického okresu pro Vlastivědu moravskou a přispíval do listu Wiener Tagblatt.[132][133]
- Ernst Tautenhayn (* 3. duben 1873 Vídeň; † 30. srpen 1944 Slavonice), rakouský herec a zpěvák (Lindentheater v Berlíně, 1893-95 v Grazu a Carltheater ve Vídni, Landestheater v Linci, člen Německého divadla v Praze, 1910-20 operetní tenorista Theater an der Wien a později Bürger-, Carl- und Johann Strauß-Theater ve Vídni, vystupoval též ve Wiener Volksoper. Jeho ženou byla zpěvačka Therese Schiner.[134] Od roku 1941 působil jako profesor na nově zřízené Operetní škole ve Vídni. Po zahájení letecké války a bombardování města Vídně byl evakuován ve Slavonicích, kde v 71 letech zemřel.[135]
- Zikmund Polášek (1877–1933), hudebník
- Johann Gabriel Anderle (1899–1957), novinář a spisovatel, za války propagandista Wehrmachtu, poté žil v Rakousku
- Leopold Tomschik (1903–1944), sociálnědemokratický odbojář, popraven nacisty
- Hubert Frank (* 1925), rakouský režisér a scenárista
- Vladimír Nekuda (1927–2006), archeolog, 23. června 2004 mu bylo uděleno čestné občanství města
- Stanislava Vojtíková-Janků (1933–2010), vojenská pilotka
- Ema Vácová (1941–1973), operní pěvkyně, sólistka státní opery v Drážďanech[zdroj?]
- Lenka Lanczová (* 1964), spisovatelka

## Ve filmu
- Valerie a týden divů (1969, režie Jaromír Jireš)
- Les mrtvých (2009, režie Jiří Svoboda)
- Po strništi bos (2017, režie J. Svěrák)
- Klíč svatého Petra (2023, režie K. Janák)